# Xanthorhoe hoyeri
Xanthorhoe hoyeri är en fjärilsart som beskrevs av Prüffer 1922. Xanthorhoe hoyeri ingår i släktet Xanthorhoe och familjen mätare. Inga underarter finns listade i Catalogue of Life.